# 塔卢瓦尔-蒙曼
塔卢瓦尔-蒙曼（法語：Talloires-Montmin，法語發音：[talwaʁ mɔ̃mɛ̃]）是法国上萨瓦省的一个市镇，位于该省中部偏东，属于阿讷西区。

## 历史
塔卢瓦尔-蒙曼成立于2016年1月1日，由原市镇塔卢瓦尔（Talloires）和蒙曼（Montmin）合并而成，其中塔卢瓦尔为政府驻地。

## 地理
塔卢瓦尔-蒙曼（45°50'28"N, 6°12'52"E）面积36.98 平方千米，位于法国奥弗涅-罗讷-阿尔卑斯大区上萨瓦省，该省份为法国东部省份，历史上为薩伏依的一部分，北与瑞士接壤，西接安省，南至萨瓦省，东与瑞士和意大利接壤。
与塔卢瓦尔-蒙曼接壤的市镇（或旧市镇、城区）包括：阿莱克斯、布吕菲、莱克莱、杜萨尔、杜安、芒通圣贝尔纳、圣若里奥、托讷、法韦日-塞特内、塞拉瓦勒、圣费雷奥勒。
塔卢瓦尔-蒙曼的时区为UTC+01:00、UTC+02:00（夏令时）。

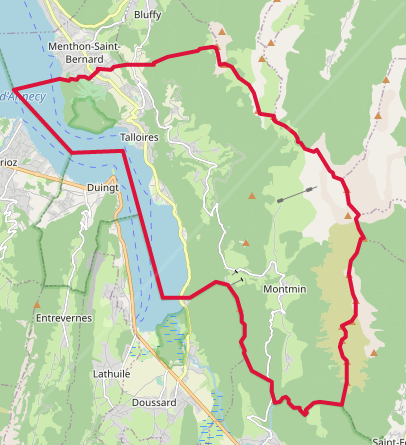
塔卢瓦尔-蒙曼的OSM定位图

## 行政
塔卢瓦尔-蒙曼的邮政编码为74290，INSEE市镇编码为74275。

## 政治
塔卢瓦尔-蒙曼所属的省级选区为法韦日-塞特内县。

## 人口
塔卢瓦尔-蒙曼于2022年1月1日时的人口数量为1913人。